# Godmode
Godmode — восьмой студийный альбом американской рок-группы In This Moment. Альбом выпущен 27 октября 2023 года на лейбле BMG Rights Management. Это первый альбом группы, продюсером которого со времён Beautiful Tragedy (2007) не был Кевин Чурко. Вместо него продюсером альбома стал сын Кевина, Кейн Чурко, вместе с Тайлером Бейтсом. Альбому предшествовали четыре сингла: «I Would Die for You», «The Purge», «Godmode» и «Army of Me» (кавер-версия Бьорк).

## Предыстория и продвижение
28 января 2023 года было объявлено, что группа отправляется в студию, чтобы начать запись восьмого студийного альбома. Мария Бринк написала в Instagram: «Запись нового альбома ITM вот-вот начнется… мы не можем дождаться, когда вы все услышите, что мы придумали». 23 марта группа выпустила песню «I Would Die for You». Песня вошла в саундтрек к фильму «Джон Уик: Глава 4».
11 апреля In This Moment анонсировали «The Dark Horizons Tour» совместно с Motionless in White. Тур стартует 8 июля, и в качестве специальных гостей в нём примут участие Fit for a King и From Ashes to New. 8 июля, находясь в туре «The Dark Horizons Tour» с Motionless in White, группа исполнила две песни, «The Purge» и «Sacrifice». Группа также объявила, что студийная версия «The Purge» будет выпущена 18 июля. Группа также объявила о совместном туре с Ice Nine Kills при поддержке Avatar и New Years Day. Одновременно с выпуском песни группа анонсировала сам альбом и дату выпуска, а также раскрыла обложку альбома и название альбома. список треков. 22 августа 2023 года группа выпустила заглавный трек альбома в качестве второго сингла. 20 сентября группа выпустила кавер-версию песни Бьорк «Army of Me» на стриминговых музыкальных сервисах в качестве третьего сингла. Альбом записывался в студии Hideout Recording Studio в Лас-Вегасе, штат Невада, продюсерами выступили Кейн Чурко (Оззи Осборн, Papa Roach, Five Finger Death Punch) и Тайлер Бейтс (Джерри Кантрелл, Bush).

## Композиция
Godmode описывают как индастриал, индастриал-метал, альтернативный метал, и металкор. «The Purge» и «Godmode» «смешивают пульсирующие биты, клавишные и гитарные риффы в стиле djent». По словам Дома Лоусона из Blabbermouth.net, [альбом] расширяет готические и индустриальные влияния, которые доминировали в Mother 2020 года. " и «тяжелый для пост-NIN индустриальный пульс и хлюпанье, такие как дикий и агрессивный заглавный трек, „Sanctify Me“ и сокрушительный кавер на песню Бьорк „Army Of Me“ являются классическими, жесткими In This Moment.» «Sacrifice» имеет «электронику, вдохновленную Nine Inch Nails».. «Skyburner» был описан как «гибрид прог-метала и дрим-попа». «Everything Starts And Ends With You»… построена на инопланетном электроимпульсе, но с острым, как бритва, поп-металлическим припевом". «Damaged» с участием Спенсера Чарнаса из Ice Nine Kills описывается как «перекрестно опыляемый альт-метал». «Fate Bringer» содержит «тревожный танцевальный ритм». [Заключительный трек «I Would Die For You» был описан как «эпическая рок-баллада». Вместо своего давнего продюсера Кевина Чурко группа работала с его сыном Кейном Чурко. По мнению Punktastic, «разумно предположить, что молодость Кейна обусловила относительную свежесть альбома, что привело к созданию действительно отличной продукции». Примечательно, что гитарные тона меняются между мягкими и диджейскими в зависимости от контекста и ощущаются удивительно тяжелыми даже тогда, когда они сдержанны".

## Оценки критиков
| Оценки критиков  | Оценки критиков |
| Источник         | Оценка          |
| ---------------- | --------------- |
| Blabbermouth.net | 7/10            |
| Kerrang!         | [ 16 ]          |
| Metal Hammer     | [ 19 ]          |
| Riff             | 7/10            |
| Rock 'N' Load    | 9/10            |
| Soundmagnet      | 8/10            |
| Sputnikmusic     | 3.3/5           |
| Wall of Sound    | 8/10            |

Godmode получил в целом положительные отзывы критиков. Дом Лоусон из Blabbermouth.net написал: «Во всех остальных отношениях это сильная и мягко подрывная работа. Как всегда, In This Moment обладают огромным коммерческим потенциалом, но есть много доказательств того, что они остаются слишком странными и непредсказуемыми, чтобы этот потенциал был полностью реализован. Уже только за это им стоит громко аплодировать.» Kerrang! положительно отозвался о звучании альбома, заявив: «От электронного пульса и мрачной поп-грозы Godmode упорно создает новые текстуры, которые, тем не менее, разрешаются таким образом, что на уникальных театрализованных концертах группы кивают головы и поднимаются руки.» Metal Hammer дал альбому положительную рецензию и заявил: «Любой, кто обращал внимание, знает, что в течение некоторого времени у In This Moment было живое шоу и бэк-каталог, позволяющие им попасть в высший эшелон металла. Если в мире есть хоть какая-то справедливость, то Godmode станет тем альбомом, который, наконец, позволит им выбить дверь».
Майк ДеВальд из Riff написал: «По своей сути восьмой альбом сокальских рокеров In This Moment является естественным продолжением звука, который группа культивировала в течение многих лет.» Rock 'N' Load высоко оценил альбом, сказав: «В целом, Godmode — это безумно красивая коллекция песен, идеальная смена темпа и направления, если вам нужно очистить палитру. Если вы ещё не погружались в мир In This Moment, то это идеальное время, чтобы замарать руки». Саймон К. из Sputnikmusic написал, что они были удивлены Godmode:"[это] их лучший альбом со времен Blood… Эксперименты группы с атмосферой нашли свое воплощение в Godmode, и в этом процессе она использует свой старый, более тяжелый стиль. …это, безусловно, шаг в правильном направлении… Если вы являетесь поклонником старого звучания группы, но вам не понравилось то, что они делали с 2014 года, попробуйте этот альбом" Wall of Sound написал: «Этот альбом превосходен, особенно если вы хотите чего-то другого в мире тяжёлой музыки».

## Список композиций
| №                   | Название                                 | Автор(ы)                                          | Длительность |
| ------------------- | ---------------------------------------- | ------------------------------------------------- | ------------ |
| 1.                  | «Godmode»                                | Мария Бринк Крис Хоуворт Кейн Чурко               | 4:00         |
| 2.                  | «The Purge»                              | Бринк Хоуворт Чурко Рэнди Уэйтцель                | 3:59         |
| 3.                  | «Army of Me» (кавер Бьорк)               | Бьорк Гвюдмюндсдоуттир Грэхем Мэсси               | 3:10         |
| 4.                  | «Sacrifice»                              | Бринк Хоуворт Чурко                               | 4:22         |
| 5.                  | «Skyburner»                              | Бринк Хоуворт Чурко                               | 3:53         |
| 6.                  | «Sanctify Me»                            | Бринк Хоуворт Чурко Рэнди Уэйтцель Трэвис Джонсон | 4:11         |
| 7.                  | «Everything Starts and Ends with You»    | Бринк Хоуворт Чурко Рэнди Уэйтцель Тайлер Бейтс   | 3:33         |
| 8.                  | «Damaged» (при участии Спенсера Чарнаса) | Бринк Хоуворт Чурко                               | 3:24         |
| 9.                  | «Fate Bringer»                           | Бринк Хоуворт Чурко Бейтс                         | 3:53         |
| 10.                 | «I Would Die for You»                    | Бринк Хоуворт Бейтс                               | 4:36         |
| Общая длительность: | Общая длительность:                      | Общая длительность:                               | 39:01        |

## Участники записи
In This Moment
- Мария Бринк — ведущий вокал, фортепиано
- Крис Хоуворт — соло-гитара, бэк-вокал, программирование
- Трэвис Джонсон — бас-гитара, бэк-вокал
- Рэнди Уэйтцель — ритм-гитара, бэк-вокал
- Кент Диммел — ударные

Дополнительные музыканты
- Спесер Чарнас из Ice Nine Kills — приглашённый вокал на 8 треке

Дополнительный персонал
- Кейн Чурко[англ.] — продюсер, звукорежиссёр, сведение
- Тайлер Бейтс — продюсирование

## Чарты
| Чарт (2023)                                   | Высшая позиция |
| --------------------------------------------- | -------------- |
| Шотландия (Scottish Albums Chart)             | 66             |
| Швейцария (Schweizer Hitparade)               | 78             |
| Великобритания (UK Digital Albums Chart)      | 14             |
| Великобритания (UK Independent Albums Chart)  | 21             |
| Великобритания (UK Rock & Metal Albums Chart) | 8              |